# Nacionalismo italiano

Bandera de Italia.

El nacionalismo italiano es el movimiento social, político e ideológico que afirma que los italianos son una nación y que promueve la unidad cultural de los italianos. Afirma que los italianos son los descendientes étnicos, culturales y lingüísticos de los romanos que habitaron la península itálica durante siglos. Para algunos historiadores los orígenes de este nacionalismo se encuentran en el Renacimiento. El nacionalismo italiano se convirtió en una potente fuerza política en la península itálica durante la década de 1830, bajo el liderazgo de Giuseppe Mazzini. El romanticismo de mediados del siglo XIX tuvo una gran influencia sobre este movimiento. De hecho, el nacionalismo acabaría sirviendo como una causa común del Risorgimento en las décadas de 1860 y 1870. El nacionalismo italiano se fortaleció notablemente otra vez durante la Primera Guerra Mundial, con las reclamaciones territoriales de los irredentistas sobre los territorios italianos que quedaban bajo dominio del Imperio austrohúngaro y, posteriormente, en la Italia fascista.

## Características
El nacionalismo italiano es un nacionalismo de carácter centrípeto (también llamado nacionalismo de primera generación), es decir, que pretende la unificación política de todo un territorio, que en el caso de Italia se consiguió con el risorgimento. También es un movimiento irredentista, o al menos lo fue en sus inicios ya que actualmente no todos los nacionalistas italianos son irredentistas. Esto quiere decir que consideran que la Suiza italiana, Niza, Malta, Córcega, Fiume, Istria y Dalmacia son territorios italianos que deben ingresar dentro del Estado Italiano.